# قرة بروك
قرة بروك (بالإنجليزية: Kara Brock)‏ هي ممثلة أمريكية، ولدت في 29 مارس 1974 في لونغ بيتش في الولايات المتحدة.

## وصلات خارجية
- قرة بروك على موقع IMDb (الإنجليزية)
- قرة بروك على موقع قاعدة بيانات الفيلم (الإنجليزية)